# ديناميكا حرارية كمومية
في علوم الفيزياء، تعرف الديناميكا الحرارية الكمومية أو ثرموديناميكا الكم بأنها العلم الذي يهتم بدراسة ديناميكا الحرارة والشغل في أنظمة الكم. بشكل تقريبي، تحاول ثرموديناميكا الكم دمج الديناميكا الحرارية مع ميكانيكا الكم إلى واحدة متماسكة شاملة. النقطة الأساسية التي بدأت منها ميكانيكا الكم كانت في 1900 عندما أبرز ماكس بلانك «فرضية الكم».

## حسب الرؤية الديناميكية
هناك ارتباط وثيق بين الديناميكا الحرارية الكمومية ونظرية الأنظمة الكمومية المفتوحة. تدخل ميكانيكا الكم الديناميكا في الديناميكا الحرارية، معطيةً أساسًا صلبًا لترموديناميكا الزمن المنتهي. الافتراض الرئيسي هو أن العالم كله نظام كبير مغلق، وبالتالي فإن تطور الزمن محكوم بتحويل واحدي يولده هاملتوني عالمي. في سيناريو النظام والحوض المدمجين يمكن تفكيك الهاميلتوني إلى:
{\displaystyle H=H_{S}+H_{B}+H_{SB}}
حيث {\displaystyle H_{S}} هاميلتوني النظام، و{\displaystyle H_{B}} هاميلتوني الحوض، و{\displaystyle H_{SB}} هو تفاعل الحوض-النظام. يمكن الحصول على حالة النظام من أثر جزئي على النظام والحوض معًا: {\displaystyle \rho _{S}(t)=Tr_{B}(\rho _{SB}(t))}. الديناميكا المختزلة هي وصف مكافئ لديناميات النظام التي تستخدم فقط مؤثرات النظام. بافتراض خاصية ماركوف للديناميكا فإن المعادلة الأساسية لحركة نظام كمومي مفتوح هي معادلة ليندبالد (جي كي إل إس):
{\displaystyle {\dot {\rho }}_{S}=-{i \over \hbar }[H_{S},\rho _{S}]+L_{D}(\rho _{S})}
{\displaystyle H_{S}} جزء هاميلتوني (هيرميتي) و{\displaystyle L_{D}}:
{\displaystyle L_{D}(\rho _{S})=\sum _{n}\left(V_{n}\rho _{S}V_{n}^{\dagger }-{\frac {1}{2}}\left(\rho _{S}V_{n}^{\dagger }V_{n}+V_{n}^{\dagger }V_{n}\rho _{S}\right)\right)}
هو الجزء التبديدي الذي يصف ضمنيًّا عن طريق مؤثرات النظام {\displaystyle V_{n}} أثر الحوض على النظام. تحتم خاصية ماركوف عدم تعلق النظام والحوض ببعضهما في كل الأوقات {\displaystyle \rho _{SB}=\rho _{s}\otimes \rho _{B}}. معادلة (إل-جي كي إس) وحيدة الاتجاه وتؤدي بأي حالة ابتدائية {\displaystyle \rho _{S}} إلى حل حالة ساكنة لا يتغير مع معادلة الحركة {\displaystyle {\dot {\rho }}_{S}(t\rightarrow \infty )=0}.
توفر صورة هايزنبرغ ربطًا مباشرًا مع الظواهر الملاحظة في ترموديناميكا الكم. لديناميكا ظاهرة في النظام يمثلها المعامل {\displaystyle O} الشكل التالي:
{\displaystyle {\frac {dO}{dt}}={\frac {i}{\hbar }}[H_{S},O]+L_{D}^{*}(O)+{\frac {\partial O}{\partial t}}}
حيث تشتمل احتمالية أن المعامل {\displaystyle O} معتمد صراحةً على الزمن.

### ظهور المشتق الزمني للقانون الأول في الديناميكا الحرارية
عندما {\displaystyle O=H_{S}} يظهر القانون الأول في الديناميكا الحرارية:{\displaystyle {\frac {dE}{dt}}=\left\langle {\frac {\partial H_{S}}{\partial t}}\right\rangle +\langle L_{D}^{*}(H_{S})\rangle }حيث تفسر الاستطاعة بأنها {\displaystyle P=\left\langle {\frac {\partial H_{S}}{\partial t}}\right\rangle } وتيار الحرارة{\displaystyle J=\langle L_{D}^{*}(H_{S})\rangle }.
يجب وضع شروط إضافية على المبدد {\displaystyle L_{D}} ليتوافق مع الديناميكا الحرارية. أولًا يجب أن يصبح الثابت {\displaystyle \rho _{S}(\infty )} حالة توازن غيبس. هذا يعني أن المبدد {\displaystyle L_{D}} يجب أن يتبادل مع الجزء الوحدوي الذي ولده {\displaystyle H_{S}}. أيضًا فإن حالة التوازن ثابتة ومستقرة. يستخدم هذا الافتراض لاشتقاق معيار كوبو-مارتن-شفاينغر لاستقرار التوازن الحراري (أي حالة ك. م. ش.).
يمكن الحصول على مقاربة فريدة ومتجانسة باشتقاق المولد {\displaystyle L_{D}} في حد الاقتران الضعيف للنظام والحوض. يمكن إهمال طاقة التفاعل في هذا الحد. تمثل هذه المقاربة استمثالًا ترموديناميكيًّا: إذ تسمح بانتقال الطاقة مع إبقاء عزل الجداء الموتري بين النظام والحوض، أي نسخة كمومية من تجزئة إيزوترمية (بثبات درجة الحرارة).
يتضمن السلوك الماركوفي تعاونًا معقدًا بين ديناميكا النظام والحوض. هذا يعني أنه في المعالجات الظواهرية، لا يمكن دمج هاميلتونيات اعتباطية للنظام {\displaystyle H_{S}} مع مولد (إل- جي كي إس) معطى. هذه الملاحظة مهمة بشكل خاص في سياق الديناميكا الحرارية الكمومية، حيث يميل الناس إلى دراسة الديناميكا الماركوفية بهاميلتوني تحكم اعتباطي. يمكن للاشتقاقات الخاطئة للمعادلة الكمومية الرئيسية أن تقود بسهولة إلى خرق قوانين الديناميكا الحرارية.
الاضطراب الخارجي الذي يعدل هاميلتوني النظام يعدل كذلك تدفق الحرارة. كنتيجة لذلك يجب أن تعاد معايرة مولد إل-جي كي إس. يمكن في حالة التغير البطيء تبني الطريقة الأديباتية واستخدام هاميلتوني النظام الآني لاشتقاق {\displaystyle L_{D}}. من تصنيفات المشاكل المهمة في الديناميكا الحرارية الكمومية الأنظمة المقادة دوريًّا. توضع محركات الحرارة الكمومية الدورية والبرادات المقادة بالاستطاعة ضمن هذا التصنيف.
اقتُرحت إعادة معاينة علاقة تيار الحرارة المعتمد على الزمن باستخدام تقنيات النقل الكمومي.
اقتُرح اشتقاق الديناميكا المتجانسة وراء حد الاقتران الضعيف.

### ظهور القانون الثاني
القانون الثاني للديناميكا الحرارية ينص على لاعكوسية الديناميكا، أو عدم تناظر عكس الزمن. يجب أن يكون هذا متسقًا مع التعريف التجريبي المباشر: الحرارة تتدفق بشكل عفوي من المنبع الساخن إلى المصرف البارد.
من وجهة نظر استاتيكية (سكونية)، لأجل نظام كمومي مغلق، فإن القانون الثاني في الديناميكا الحرارية نتيجة للتطور الوحدوي. في هذه المقاربة، يجب تعويض تغير الإنتروبيا قبل التغير في النظام الكلي وبعده. تبنى وجهة النظر الديناميكية على التعويض المحلي لتغيرات الإنتروبيا في الأنظمة الفرعية والإنتروبيا المولدة في الأحواض.

#### الإنتروبيا
في الديناميكا الحرارية، الإنتروبيا تتعلق بعملية ملموسة. في ميكانيكا الكم، يترجم هذا إلى قابلية قياس النظام والتلاعب به بناءً على المعلومات المحصلة من القياس. من الأمثلة عفريت ماكسويل، الذي حل مسألته ليو سزيلارد.
تترافق إنتروبيا ظاهرة مدروسة ما مع القياس الإسقاطي الكامل للظاهرة المدروسة {\displaystyle \langle A\rangle } حيث يمتلك المعامل {\displaystyle A} تفكيكًا طيفيًّا: {\displaystyle A=\sum _{j}\alpha _{i}P_{j}} حيث {\displaystyle P_{j}} هي معاملات الإسقاط للقيمة الذاتية {\displaystyle \alpha _{j}}. احتمال النتيجة j هو {\displaystyle p_{j}=Tr(\rho P_{j})}. الإنتروبيا المرافقة للظاهرة المدروسة {\displaystyle \langle A\rangle } هي إنتروبيا شانون فيما يخص النتائج المحتملة:
{\displaystyle S_{A}=-\sum _{j}p_{j}\ln p_{j}}
أكثر الظواهر المدروسة أهمية في الديناميكا الحرارية هي الطاقة الممثلة بالمعامل الهاميلتوني {\displaystyle H} وتترافق مع إنتروبيا الطاقة {\displaystyle S_{E}}.
اقترح جون فون نيومان استبعاد أكثر ظاهرة مدروسة إعطاءً للمعلومات لتمييز إنتروبيا النظام. يُحصل على هذا الثابت بتقليل الإنتروبيا إلى الحد الأدنى بالنسبة إلى كل الظواهر المدروسة المحتملة. يتبادل معامل أكثر ظاهرة مدروسة إعطاءً للمعلومات مع حالة النظام. يصطلح على تسمية إنتروبيا هذه الظاهرة باسم إنتروبيا فون نيومان وهي تساوي:
{\displaystyle S_{vn}=-Tr(\rho \ln \rho )}
كنتيجة فإن {\displaystyle S_{A}\geq S_{vn}} لأجل كل الظواهر المدروسة. عند التوازن الحراري فإن إنتروبيا الطاقة تساوي إنتروبيا فون نيومان:
{\displaystyle S_{E}=S_{vn}}{\displaystyle S_{vn}}
{\displaystyle S_{vn}} قيمتها ثابتة بالنسبة إلى تحويل وحدوي يعير الحالة. إنتروبيا فون نيومان {\displaystyle S_{vn}} قابلة للجمع فقط لأجل حالة نظام تتكون من جداء موتري لأنظمتها الفرعية:
{\displaystyle \rho =\Pi _{j}\otimes \rho _{j}}

#### صيغة كلاوسيوس للقانون الثاني
لا يمكن إجراء عملية نتيجتها الوحيدة نقل الحرارة من جسم ذي درجة حرارة أقل إلى جسم ذي درجة حرارة أعلى.
يصبح نص هذا القانون لأجل N حوض حراري مقترن في حالة ساكنة:
{\displaystyle \sum _{n}{\frac {J_{n}}{T_{n}}}\geq 0}
يمكن البرهنة على صيغة ديناميكية للقانون الثاني على أساس متراجحة سبون
{\displaystyle Tr\left(L_{D}\rho [\ln \rho (\infty )-\ln \rho ]\right)\geq 0}
وهي صحيحة لأي مولد إل-جي كي إس ذي حالة ساكنة {\displaystyle \rho (\infty )}.
يمكن توظيف الاتساق مع الترموديناميكا للتحقق من النماذج الكمومية الديناميكية للنقل. على سبيل المثال، ظهر أن النماذج المحلية للشبكات التي تكون فيها معادلات إل-جي كي إس المحلية مرتبطة بروابط ضعيفة تخرق القانون الثاني للديناميكا الحرارية.

### الشروط الأديباتية الكمومية والترموديناميكية والاحتكاك الكمومي
لا تمتلك العمليات الترموديناميكية الكظومة تغيرًا في الإنتروبيا. يعدل تحكم خارجي عادةً الحالة. يمكن نمذجة نسخة كمومية من العملية الكظومة بهاميلتوني معتمد على الزمن متحكم به خارجيًّا {\displaystyle H(t)}. إذا كان النظام معزولًا فإن الديناميكا وحدوية، وبالتالي فإن {\textstyle S_{vn}}{\displaystyle S_{vn}}{\displaystyle S_{vn}} ثابت. تعرف العملية الكمومية الأديباتية بثبات إنتروبيا الطاقة {\displaystyle S_{E}}. بالتالي فإن شرط الكظامة الكمومي مكافئ لعدم وجود تغير صافٍ في عدد مستويات الطاقة الآنية. هذا يعني أن الهاميلتوني يجب أن يبدل نفسه عند أوقات زمنية مختلفة:
{\displaystyle [H(t),H(t')]=0}
عند عدم تحقق الشروط الأديباتية يطلب عمل إضافي للوصول إلى قيمة التحكم النهائية. لأجل نظام معزول فإن هذا العمل غير قابل للاسترجاع، بما أن الديناميكا وحدوية ويمكن عكسها. الاتساق المخزن في العناصر غير القطرية لمعامل الكثافة يحمل المعلومات المطلوبة لاسترجاع الكلفة الطاقية الإضافية وعكس الديناميكا. هذه الطاقة غير قابل للاسترجاع عادةً بسبب التفاعل مع خوض يسبب تغير طور الطاقة. يتصرف الحوض في هذه الحالة كمقياس للطاقة. هذه الطاقة الضائعة هي المكافئ الكمومي للاحتكاك.

### ظهور الصيغة الديناميكية للقانون الثالث للديناميكا الحرارية
هناك على ما يبدو شكلان مستقلان للقانون الثالث للديناميكا الحرارية وضع كلًّا منهما في الأساس فالتر نيرنست. يعرف الشكل الأول باسم نظرية نيرنست الحرارية ويمكن صياغته كالتالي:
- تسعى إنتروبيا أي مادة نقية في حالة توازن ترموديناميكي إلى الصفر عندما تسعى درجة الحرارة إلى الصفر.

الشكل الثاني هو ديناميكي ويعرف باسم مبدأ عدم الوصول
- من المستحيل بأي إجراء مهما كان مثاليًّا تخفيض تركيبة إلى درجة حرارة الصفر المطلق بعدد منتهٍ من العمليات.

يؤدي القانون الثاني في الديناميكا الحرارية في الحالة الساكنة إلى أن الإنتاج الكلي للإنتروبيا غير سالب. عندما يقترب الحوض البارد من درجة حرارة الصفر المطلق فمن الضروري إقصاء تفرق إنتاج الإنتروبيا في الجانب البارد عندما {\displaystyle T_{c}\rightarrow 0}، ومنه:
{\displaystyle {\dot {S}}_{c}\propto -T_{c}^{\alpha }~~~,~~~~\alpha \geq 0~~.}
لأجل {\displaystyle \alpha =0} فإن تحقيق القانون الثاني يعتمد على إنتاج الإنتروبيا للأحواض الأخرى، والذي يجب أن يعوض إنتاج الإنتروبيا السالب للحوض البارد. تعدل الصيغة الأولى للقانون الثالث هذا القيد. بدل {\displaystyle \alpha \geq 0} يفرض القانون الثالث {\displaystyle \alpha >0}، ضامنًا أن إنتاج الإنتروبيا عند الصفر المطلق في الحوض البارد معدوم: {\displaystyle {\dot {S}}_{c}=0}. يؤدي هذا الشرط إلى شرط التدريج للتيار الحراري {\displaystyle {J}_{c}\propto T_{c}^{\alpha +1}}.
يمكن إعادة صياغة الشكل الثاني المعروف باسم مبدأ عدم الوصول بالشكل التالي:
- لا يمكن لمبرد أن يبرد نظامًا إلى الصفر المطلق في وقت منتهٍ.

ديناميكا عملية التبريد محكومة بالعلاقة:
{\displaystyle {J}_{c}(T_{c}(t))=-c_{V}(T_{c}(t)){\frac {dT_{c}(t)}{dt}}~~.}
حيث {\displaystyle c_{V}(T_{c})} هي السعة الحرارية للحوض. بأخذ {\displaystyle {J}_{c}\propto T_{c}^{\alpha +1}} و{\displaystyle c_{V}\sim T_{c}^{\eta }} مع {\displaystyle {\eta }\geq 0} يمكننا تكميم هذا الشكل بتقدير الأس المميز {\displaystyle \zeta } لعملية التبريد
{\displaystyle {\frac {dT_{c}(t)}{dt}}\propto -T_{c}^{\zeta },~~~~~T_{c}\rightarrow 0,~~~~~{\zeta =\alpha -\eta +1}}
تقدم هذه المعادلة العلاقة بين الأس المميز {\displaystyle \zeta } و{\displaystyle \alpha }. عندما {\displaystyle \zeta <0} فإن الخوض يبرد إلى درجة حرارة الصفر في وقت منتهٍ، ما يعني اختراقًا للقانون الثالث. يتضح من المعادلة الأخيرة أن مبدأ عدم الوصول أكثر تقييدًا من نظرية نيرنست الحرارية.